# Zentay Ferenc (színművész)
Zentay Ferenc, névváltozat: Zentai Ferenc, született: Szakal Ferenc (Rákospalota, 1917. április 6. – Budapest, 2001. május 29.) magyar színész.

## Életpályája
1942-ben szerzett színészi diplomát az Országos Magyar Királyi Színművészeti Akadémián. 1942-ben a Nemzeti Színház ösztöndíjasa, 1946–49-ben a Fővárosi Operettszínházban, 1949–1952 között a Szegedi Nemzeti Színházban, 1952–54-ben a Fővárosi Víg Színházban szerepelt. 1954-től a Vidám Színpad társulatának tagja volt. Nyugdíjas éveiben is foglalkoztatták. Elsősorban prózai és zenés játékok karakterszerepeit alakította. Játékát az elegancia és az ízléses karikírozókészség jellemezte.

## Színházi szerepeiből
- Friedrich Schiller: Stuart Mária... Mortimer
- Bertolt Brecht – Dorothy Lane: Happy end... Úr a bárban
- Pierre Barillet – Jean-Pierre Grédy: A kaktusz virága... Cochet úr
- Jacques Deval: Potyautas... Deval
- Maurice Hennequin – Pierre Veber: Elvámolt éjszaka... Rendőrtiszt
- William Somerset Maugham: Imádok férjhez menni... Taylor
- Ray Cooney: Család ellen nincs orvosság... Sir Willoughby Drake
- Jacques Offenbach: Szép Heléna... Achilles
- Johann Strauss: Bécsi diákok... Gábor
- Lehár Ferenc: Vándordiák... Kolb Ferdinánd, császári futár
- Lehár Ferenc: A mosoly országa... Lichtenfels gróf, tábornok
- Kálmán Imre: Csárdáskirálynő... Mac Grave
- Huszka Jenő: Mária főhadnagy... Herbert
- Robert de Flers – Gaston Arman de Caillavet: Egy király Párizsban... de Charamande
- Szigligeti Ede: Liliomfi... Liliomfi
- Molnár Ferenc: Doktor úr... Dr. Sárkány József, ügyvéd
- Nagy Endre: A miniszterelnök... Dr. Vas
- Nóti Károly – Zágon István: Hyppolit, a lakáj... Makáts, főtanácsos; András
- Nóti Károly: Nyitott ablak... Őrnagy
- Nóti Károly – Földes Imre: Fekete liliom... Lucien
- Eisemann Mihály: Fiatalság, bolondság... Igazgató
- Farkas Ferenc: Csínom Palkó... Koháry gróf
- Fényes Szabolcs: Rigó Jancsi... Chimay herceg
- Fényes Szabolcs – Békeffi István: Szerencsés flótás... Detre
- Békeffi István: Szombat délután... Tímár András
- Királyhegyi Pál: Könnyű kis gyilkosság... Etwill
- Kállai István: Majd a papa... Görög Sándor
- Kállai István: Titkárnők lázadása... Grehoczky
- Gádor Béla: Álomlovag... Mr. Peam, szenátor
- Gábor Andor: Dollárpapa... Szalavec, rendőrkapitány
- Rejtő Jenő: Aki mer, az nyer... Az Elnök Úr
- Rejtő Jenő: Tulipán... Hajóskapitány
- Tóth Miklós: Párizsban szép a nyár... Pilóta
- George Axelrod: Good-bye, Charlie!... Irving, színházi ügynök
- Jule Styne – Bob Merrill – Peter Stone – Robert Thoeren – Billy Wilder – I. A. L. Diamond: Van, aki forrón szereti... Kalauz
- Fjodor Mihajlovics Dosztojevszkij: Bűn és bűnhődés... Dimitri Prokovics
- Emőd Tamás – Török Rezső: A harapós férj... Tiszteletes
- Vajda Albert – Kovács Dénes: Újpesti lány... Elekes
- Vajda Albert – Kovács Dénes: Torkig vagyok a szerelemmel... Ambrus
- Kolozsvári Grandpierre Emil: A kalózkisasszony... Suhajda
- Szinetár György: Susmus... Berkes
- Csizmarek Mátyás: Házassági alkalmazott... Varga
- Csizmarek Mátyás: Bukfenc... A férj
- Csizmarek Mátyás: Aki jól fekszik... A miniszter
- Csizmarek Mátyás: Nem élünk kolostorban... Mesélő
- Dobozy Imre: Váci utca... Dr. Tóth Géza
- Horváth Jenő – Tóth Miklós – Abay Pál: Balatoni Romeo (Ricsi)
- Abay Pál: A szerelem mellékes... Somos
- Bencsik Imre: Egy fiúnak négy mamája... Mr. Hajagos
- Urbán Ernő: Fő a csomagolás... Fejes Géza szinte miniszter
- Bárány Tamás: A szülő is ember... Szász
- Bárány Tamás: Több órás napsütés... Barna
- Vlagyimír Konsztantyinov: Segítség, válunk!... Brodov
- Nyikolaj Mihajlovics Gyakonov: Házasság hozománnyal... Nyikoláj Kurocskin
- Nyikitin Bogoszlovszkij: Jobb, mint otthon... Ripcov
- Iszidor Vlagyimirovics Stok: Isteni komédia... Angyal
- Moss Hart – George Kaufmann: Így élni jó... Anthony Kyrbi, vállalati elnök
- Robert de Flers – Gaston Arman de Caillave: Egy király Párizsban... De Chamarande márki

## Filmjei

### Játékfilmek
- Egy pofon, egy csók (magyar vígjáték, 1944)
- Gyanú (magyar vígjáték, 1944) (Szakáll Ferenc nevén)
- Fiú vagy lány? (magyar vígjáték, 1946) – Monostory Gábor (Szakáll Ferenc nevén)
- Költözik a hivatal! (magyar rövid vígjáték, 1953) – Jerem
- Egymásért (magyar rövidfilm, 1956)
- Játék a szerelemmel (magyar játékfilm, 1959) – Főmérnök
- Mindenki ártatlan? (magyar vígjáték, 1961)
- Koncert (magyar rövidfilm, 1962)
- Patyolat akció (magyar zenés vígjáték, 1965) – Tanácselnök
- A férfi egészen más (magyar játékfilm, 1966) – Orvos
- Sok hűség semmiért (magyar vígjáték, 1966) – Munkatárs III.
- Szentjános fejevétele (magyar filmdráma, 1966) – Szereplő a filmben
- Könnyű kis gyilkosság (magyar vígjáték, 1967)
- A beszélő köntös (magyar kalandfilm, 1968) – Szűcs Imre főbiró
- A veréb is madár (magyar vígjáték, 1968) – Autós úr
- Hazai pálya (magyar vígjáték, 1968) – Csapattag III.
- Az alvilág professzora (magyar krimi, 1969) – Szállodaigazgató
- Az örökös (magyar vígjáték, 1969) – Perjés doktor
- Imposztorok (magyar játékfilm, 1969) – Alföldi uraság
- Érik a fény (magyar játékfilm, 1970) – Osztrák ügyfél
- Szerelmi álmok – Liszt 1-2. (magyar-szovjet történelmi dráma, 1970) – Nádor
- Csárdáskirálynő (NSZK-magyar-osztrák operettfilm, 1971) – A másik mulató úr
- Hahó, Öcsi! (magyar ifjúsági vígjáték, 1971) – Óragyári mérnök II.
- Fuss, hogy utolérjenek! (magyar zenés vígjáték, 1972) – Olaf Orgeborg
- Hekus lettem (magyar krimi, 1972) – Egy úr
- Lila akác (magyar vígjáték, 1972) – Kaszinótag II.
- A dunai hajós 1-2. (magyar kalandfilm, 1974) – A horgászverseny rendezője
- Fekete gyémántok 1-2. (magyar filmdráma, 1976) – Főkomornyik
- Humorista a mennyországban (magyar vígjáték, 1982)
- Orvosnők (német-svéd krimi, 1983) – Elfter Arzt

### Tévéfilmek, televíziós sorozatok
- És Ön mit tud? (magyar szórakoztató műsor, 1962)
- A Tenkes kapitánya (magyar ifjúsági kalandfilm sorozat, 1963) – Béri Balogh Ádám
- Slágermúzeum (magyar tévéfilm, 1963)
- Princ, a katona (magyar vígjáték sorozat, 1966)
- Tánckongresszus (magyar tévéfilm, 1966) – Küldött
- Bors I. (magyar kalandfilm sorozat, 1968) – Nagy Lajos, brigádparancsnok
- Bözsi és a többiek (magyar tévésorozat, 1968)
- Isten óvd a királyt (magyar tévéfilm, 1968)
- Őrjárat az égen 1-4. (magyar kalandfilm sorozat, 1969) – Bihari
- A vörös macska (1970)
- Rózsa Sándor (magyar kalandfilm sorozat, 1971) – Magyar uraság
- Villa a Lídon 1-4. (magyar krimi sorozat, 1971)
- Szép maszkok (magyar tévésorozat, 1973)
- Nász a hegyen (magyar tévéfilm, 1974) – Üzletvezető
- Floris von Rosemund (magyar tévésorozat, 1975) – Güldewein
- Sztrogoff Mihály 1-7. (magyar tévésorozat, 1975) – Stabiene
- Robog az úthenger 1-6. (magyar vígjáték sorozat, 1976) – Amerikai turista
- Második otthonunk – 2. rész: Az SZTK (magyar tévéfilm, 1977)
- Megtörtént bűnügyek 6-8. (magyar krimi sorozat, 1977) – Főpincér
- Petőfi 1-6. (magyar tévésorozat, 1977)
- Mire megvénülünk (magyar tévésorozat, 1978) – Orvos
- Zenés TV Színház (magyar tévésorozat, 1978-1986)

- Maya (1978)
- Mi muzsikus lelkek (1981) – Vendég / Hausman professzor
- Gül Baba (1986)
- A Sipsirica (magyar tévésorozat, 1980) – Titkár
- A tenger (magyar tévésorozat, 1982)
- Két férfi az ágy alatt (magyar szórakoztató műsor, 1982)
- Fürkész történetei (magyar tévésorozat, 1983) – Admirális II.
- Mint oldott kéve 1-7. (magyar tévéfilmsorozat, 1983) – Főesperes
- Kémeri 1-5. (magyar krimi sorozat, 1985)
- Széchenyi napjai (magyar tévésorozat, 1985)
- Szomszédok (magyar teleregény, 1987-1998) - Mentős főorvos
- Freytág testvérek 1-5. (magyar tévésorozat, 1989)
- Új Gálvölgyi Show (magyar szórakoztató műsor, 1991)
- Razzia az Aranysasban (magyar  televíziós film, 1991) – Rendőr
- Frici, a vállalkozó szellem (magyar vígjáték sorozat, 1992) – Kocsis
- Imádok férjhez menni (magyar színházi közvetítés, 1992)
- Gálvölgyi Szubjektív (magyar szórakoztató műsor, 1995)
- Kisváros (magyar krimi sorozat, 1995) – Herr Redling
- Offenbach titka (magyar tévéfilm, 1996) – Russischer Gesandter

## Szinkronszerepei

### Fiilmek
| Év   | Cím                                                                           | Szereplő                                  | Színész           | Szinkron év |
| ---- | ----------------------------------------------------------------------------- | ----------------------------------------- | ----------------- | ----------- |
| 1942 | Casablanca                                                                    | Gilbert, krupié                           | Marcel Dalio      | 1966        |
| 1945 | Kék rapszódia                                                                 | N/A                                       | N/A               | 1972        |
| 1946 | A félkegyelmű                                                                 | N/A                                       | N/A               | 1973        |
| 1952 | Hölgy kaméliák nélkül                                                         | Mozivezető                                | N/A               | 1981        |
| 1953 | A félelem bére (2. magyar szinkron)                                           | Másik férfi az olajtársaság megbeszélésén | N/A               | 1970        |
| 1956 | 80 nap alatt a Föld körül (2. magyar szinkron)                                | N/A                                       | N/A               | 1989        |
| 1962 | A hatos szám                                                                  | Hallett nyomozó főfelügyelő               | Michael Goodliffe | 1964        |
| 1965 | A Crossbow-akció                                                              | Német tiszt a rakétaüzemben               | Ferdy Mayne       | 1978        |
| 1970 | Bartleby                                                                      | N/A                                       | N/A               | 1979        |
| 1970 | Fehérmellényes urak                                                           | N/A                                       | N/A               | 1977        |
| 1971 | Minden lében két kanál – 21. rész: Haláleset a családban (1. magyar szinkron) | N/A                                       | N/A               | 1972        |
| 1974 | A rivális                                                                     | N/A                                       | N/A               | 1976        |
| 1974 | Miért ölnek meg egy bírót? (1. magyar szinkron)                               | Inas Traini házában                       | N/A               | 1976        |
| 1974 | Monte Cristo grófja (1. magyar szinkron)                                      | N/A                                       | N/A               | 1980        |
| 1980 | Megszállás                                                                    | N/A                                       | N/A               | 1990        |
| 1989 | Szorul a hurok (1. magyar szinkron)                                           | N/A                                       | N/A               | 1990        |

### Sorozatok
| Év        | Cím                                               | Szereplő                 | Színész       | Szinkron év |
| --------- | ------------------------------------------------- | ------------------------ | ------------- | ----------- |
| ?         | Képtelen képes történelem I-II. (rajzfilmsorozat) | Zeusz (hang)             | N/A           | 1977        |
| 1967      | A Forsyte Saga                                    | Aubrey Greene, festő     | John Bailey   | 1970        |
| 1971      | Arsène Lupin I.                                   | Rendőrfőnök              | Jacques Monod | 1973        |
| 1978-1985 | Bob és Bobek I-II. (rajzfilmsorozat)              | További szereplők (hang) | N/A           | 1983-1988   |